# Bumardas
Bumardas albo Bu Mirdas (arab. بومرداس, fr. Boumerdès) – nadmorskie miasto w północnej Algierii, stolica prowincji Bumardas, siódme w prowincji pod względem liczby mieszkańców. W 1977 liczba ludności wynosiła 8 232, w 1987 19 420. W 2008 mieszkało tutaj 41 685 osób.
21 maja 2003 nastąpiło tu bardzo silne trzęsienie ziemi (wstrząs o sile 6,8 stopnia w skali Richtera), którego ofiarami śmiertelnymi w całej Algierii było 2 266 osób, liczba rannych wyniosła 10 216 osób.
8 czerwca 2008 13 osób zginęło wskutek wybuchu dwóch bomb na stacji kolejowej w prowincji Bumardas, Beni Amrane. Pierwsza bomba zabiła obcokrajowca, Francuza, pracującego nad renowacją stacji. Druga uderzyła około pięć minut później, grzebiąc trzech strażaków i ośmiu żołnierzy usiłujących ugasić ogień.